# Carretera de Luisiana 9
La Carretera de Luisiana 9, y abreviada LA 9 (en inglés: Louisiana Highway 9) es una carretera estatal estadounidense ubicada en el estado de Luisiana. La carretera inicia en el Sur desde la US 71     en Campti en sentido Este hasta finalizar en la US 79     en Homer. La carretera tiene una longitud de 161,61 km (100.42 mi).

## Mantenimiento
Al igual que las autopistas interestatales, y las rutas federales y el resto de carreteras estatales, la Carretera de Luisiana 9 es administrada y mantenida por el Departamento de Transporte y Desarrollo de Luisiana por sus siglas en inglés DOTD.

## Cruces
La Carretera de Luisiana 9 es atravesada principalmente por los siguientes cruces:

 LA 4     en Lucky
 US 80  I 20   en Arcadia